# 羅長林
罗长林，晚清将领。云南石屏人。
光绪十五年（1889年）己丑科武进士。授御前蓝翎侍卫，在乾清宫门行走。光绪二十六年（1900年）八国联军进犯京师，罗长林护驾慈禧太后与光绪帝逃亡西安，因夫人临产而离营，遭到全国通缉。